# Specklinia subpicta
Specklinia subpicta är en orkidéart som först beskrevs av Rudolf Schlechter, och fick sitt nu gällande namn av Fábio de Barros. Specklinia subpicta ingår i släktet Specklinia och familjen orkidéer. Inga underarter finns listade i Catalogue of Life.